# E-310
E-310 – polski, taktyczny bezzałogowy system powietrzny (UAV - Unmanned Aerial Vehicle) krótkiego zasięgu opracowany przez firmy EUROTECH Sp. z o.o. oraz PIT-Radwar.

## Historia
Prace nad bezzałogową platformą E-310 rozpoczęto w firmie EUROTECH na początku 2013 roku. Do prac nad systemem wkrótce przystąpiła również firma PIT-Radwar, która zajęła się opracowaniem sensorów, oprogramowania oraz łączności z platform powietrzną w czasie rzeczywistym. Radwar był również odpowiedzialny za zaprojektowanie i zbudowanie naziemnej stacji kontroli lotu. Stacja zapewnia kontrolę nad kilkoma platformami jednocześnie, obsługiwana jest przez pilota i operatora systemów rozpoznania. W założeniu projektantów, platformy mają działać grupowo, przenosząc różne zestawy rozpoznawcze, zapewniając szeroki wachlarz informacji. Producent, w przypadku zainteresowania potencjalnych klientów nie wyklucza opracowania wersji uzbrojonej, w której małogabarytowe środki bojowe przenoszone byłyby na zewnętrznych węzłach. W 2014 roku podczas Międzynarodowego Salonu Przemysłu Obronnego w Kielcach, na którym samolot zaprezentowano publicznie po raz pierwszy, twórcy E-310 otrzymali nagrodę Defender. Maszyna jest intensywnie testowana w warunkach poligonowych, między innymi w Ustce i Wicku Morskim, gdzie była wykorzystywana do monitorowania ognia przeciwlotniczego prowadzonego z użyciem pocisków rakietowych. Podczas ćwiczeń wojskowych ANAKONDA 2014 samolot został wykorzystany jako platforma obserwacyjna służąca do korygowania ostrzału samobieżnej artylerii.

## Konstrukcja
Płatowiec wykonany jest z kompozytów. Maszyna przystosowana jest do startu z katapulty. Lądowanie może odbyć się dzięki wyrzuceniu spadochronu lub klasycznie na wysuwanej z kadłub płozie. Samolot napędzany jest silnikiem spalinowym lub na życzenie klienta hybrydowym, umożliwiającym ciche podejście do celu. Silnik napędza trójłopatowe śmigło pchające. W samolocie zastosowano usterzenie motylkowe. Prowadzone są również prace nad możliwością zastosowania napędu hybrydowego, spalinowo-elektrycznego. 20 kilowy udźwig maszyny umożliwia instalacje dwusensorowej głowicy optoelektronicznej z kamerą działającą w świetle dziennym i nocy wraz z dalmierzem laserowym. Potencjalnie może być również zastosowany mini radar z syntetyczną aperturą lub systemy rozpoznania promieniowania elektromagnetycznego.